# Mastarammea karaseki
Mastarammea karaseki är en insektsart som först beskrevs av Willy Adolf Theodor Ramme 1925.  Mastarammea karaseki ingår i släktet Mastarammea och familjen Thericleidae. Inga underarter finns listade i Catalogue of Life.